# Daniel Brandt
Daniel Leslie Brandt é um ativista estadunidense na World Wide Web, particularmente em relação ao Google Inc. e ao projecto da enciclopédia Wikipedia. Também é conhecido por décadas de trabalho indexando documentos sobre questões ligadas a pessoas influentes e informação.
Atualmente, o ativismo de Brandt está centrado em exigências de responsabilidade por parte de organizações que ele acredita estarem agindo de forma irresponsável ou desnecessariamente sigilosa.
Em 1989, Brandt e Steve Badrich co-fundaram uma organização sem fins lucrativos denominada Public Information Research (PIR). Brandt lançou o Google Watch em 2002, um website onde ele expõe suas críticas sobre o motor de busca do Google, e a Wikipedia Watch em 2005, um sítio similar onde detalha sua opinião de que a Wikipedia carece de responsabilidade e exatidão.